# Westeinde 4
De (vermoedelijk) van oorsprong 18e-eeuwse stolpboerderij aan het Westeinde 4 in het dorp Opperdoes (gemeente Medemblik, Noord-Holland) is sinds 10 februari 1999 als rijksmonument ingeschreven in het monumentenregister.

## Geschiedenis
De boerderij werd voor het eerst in 1820 ingetekend in het kadaster, in 1864 werd de boerderij uitgebreid tijdens een verbouwing. Tijdens deze verbouwing zijn het gehele interieur en de zuidwestgevel gewijzigd. De boerderij zelf echter stamt uit de 18e eeuw. Tegenwoordig heeft de boerderij uitsluitend een woonfunctie. In 1976 is de boerderij gerestaureerd.

## Exterieur
De stolp is gebouwd in de vorm van een West-Friese stolp, het heeft een ongeveer vierkant grondplan met een zogenaamde staart. De voorgevel heeft de vorm van een klokgevel. De klokgevel zelf is vermoedelijk ouder, 18e-eeuws, op de hoeken zijn geblokte pilasters geplaatst. De beide pilasters worden gedekt door een natuurstenen gestileerde abacus. Boven op de abacussen zijn krullen geplaatst, deze lopen door tot aan de top van de gevel. De bekroning van de top is een fronton met timpaan. In dit timpaan is een gevelsteen met het jaartal van de verbouwing (1864) geplaatst.
Naast de klokgevel springt de voorgevel naar achteren, daarnaast wijkt de gevel nog verder naar achteren om toegang te geven tot de darsdeur.
Het dak van het vierkant is voor het grootste deel met riet gedekt, de onderste rand die onder het riet vandaan komt is wel met zwarte dakpannen gedekt. De staart is niet met riet, maar met pannen gedekt.
In de zuidwesthoek bevindt zich de staart, deze uitbouw is geheel in hout opgetrokken en het dak wordt afgesloten door een makelaar.

## Interieur
De boerderij is vrijwel vierkant van vorm en bestaat uit een parterre en een kapverdieping onder het dak. Het dak is samengesteld uit een schild- en zadeldak. Het zadeldak bevindt zich op het zuid- en noordoosten.
De kamer in de zuidwestelijke hoek van de boerderij heeft Art Nouveaudecoraties op onder andere het plafond.